# Mebodes (general)
Mebodes, também conhecido como Mabod ou Mahbodh nas fontes persas, foi um general sassânida do século VI, leal a Cosroes II (r. 591–628). Serviu a ele contra o usurpador Vararanes VI (r. 590–591) e lutou na batalha do Blaratão de 591.